# Världscupen i skidskytte 2020/2021
Världscupen i skidskytte 2020/2021 inleddes den 28 november 2020 i Kontiolax i Finland och avslutades den 21 mars 2021 i Östersund i Sverige. Den 9 till 21 februari 2021 arrangerades världsmästerskapen i skidskytte i Pokljuka i Slovenien.

## Tävlingsprogram och resultat

### Damer

#### Individuella tävlingar
| Nr | Datum            | Ort           | Disciplin        | 1:a plats                  | 1:a plats | 2:a plats                  | 2:a plats | 3:e plats                  | 3:e plats | Ref.   |  |
| -- | ---------------- | ------------- | ---------------- | -------------------------- | --------- | -------------------------- | --------- | -------------------------- | --------- | ------ |  |
|    |                  |               |                  |                            |           |                            |           |                            |           |        |  |
| 1  | 28 november 2020 | Kontiolax     | 15 km distans    | Dorothea Wierer            | 44.00,9 0 | Denise Herrmann            | +0,8 1    | Johanna Skottheim          | +24,1 0   | [ 2 ]  |  |
| 2  | 29 november 2020 | Kontiolax     | 7,5 km sprint    | Hanna Öberg                | 21.01,4 0 | Marte Olsbu Røiseland      | +23,9 0   | Karoline Knotten           | +37,8 0   | [ 3 ]  |  |
| 3  | 3 december 2020  | Kontiolax     | 7,5 km sprint    | Hanna Öberg                | 21.11,5 0 | Anaïs Chevalier-Bouchet    | +9,6 0    | Elvira Öberg               | +27,9 1   | [ 4 ]  |  |
| 4  | 6 december 2020  | Kontiolax     | 10 km jaktstart  | Tiril Eckhoff              | 31.05,9 0 | Marte Olsbu Røiseland      | +21,5 2   | Hanna Öberg                | +35,4 3   | [ 5 ]  |  |
| 5  | 11 december 2020 | Hochfilzen    | 7,5 km sprint    | Dzinara Alimbekava         | 20.12,3 0 | Tiril Eckhoff              | +8,5 1    | Franziska Preuß            | +9,9 1    | [ 6 ]  |  |
| 6  | 13 december 2020 | Hochfilzen    | 10 km jaktstart  | Marte Olsbu Røiseland      | 29.04,6 2 | Dzinara Alimbekava         | +13,9 0   | Julia Simon                | +17,8 3   | [ 7 ]  |  |
| 7  | 18 december 2020 | Hochfilzen    | 7,5 km sprint    | Tiril Eckhoff              | 19.38,0 1 | Ingrid Landmark Tandrevold | +7,6 0    | Marte Olsbu Røiseland      | +24,6 1   | [ 8 ]  |  |
| 8  | 19 december 2020 | Hochfilzen    | 10 km jaktstart  | Tiril Eckhoff              | 28.24,8 1 | Hanna Öberg                | +22,5 2   | Elvira Öberg               | +27,6 2   | [ 9 ]  |  |
| 9  | 20 december 2020 | Hochfilzen    | 12,5 km masstart | Marte Olsbu Røiseland      | 34.05,4 1 | Tiril Eckhoff              | +14,0 1   | Dorothea Wierer            | +26,9 1   | [ 10 ] |  |
|    |                  |               |                  |                            |           |                            |           |                            |           |        |  |
| 10 | 8 januari 2021   | Oberhof       | 7,5 km sprint    | Tiril Eckhoff              | 23.54,0 0 | Hanna Öberg                | +29,6 0   | Lisa Theresa Hauser        | +40,2 1   | [ 11 ] |  |
| 11 | 9 januari 2021   | Oberhof       | 10 km jaktstart  | Tiril Eckhoff              | 32.20,9 2 | Marte Olsbu Røiseland      | +0,5 0    | Lisa Theresa Hauser        | +43,0 1   | [ 12 ] |  |
| 12 | 14 januari 2021  | Oberhof       | 7,5 km sprint    | Tiril Eckhoff              | 22.33,8 1 | Dorothea Wierer            | +9,3 0    | Lisa Theresa Hauser        | +12,6 0   | [ 13 ] |  |
| 13 | 17 januari 2021  | Oberhof       | 12,5 km masstart | Julia Simon                | 40.11,1 3 | Franziska Preuß            | +3,9 2    | Hanna Öberg                | +11,7 3   | [ 14 ] |  |
| 14 | 21 januari 2021  | Antholz       | 15 km distans    | Lisa Theresa Hauser        | 42.29,3 1 | Julija Dzjyma              | +43,7 0   | Anaïs Chevalier-Bouchet    | +1.04,0 1 | [ 15 ] |  |
| 15 | 23 januari 2021  | Antholz       | 12,5 km masstart | Julia Simon                | 37.05,5 3 | Hanna Öberg                | +0,2 1    | Lisa Theresa Hauser        | +3,5 1    | [ 16 ] |  |
|    |                  |               |                  |                            |           |                            |           |                            |           |        |  |
| 16 | 13 februari 2021 | Pokljuka (VM) | 7,5 km sprint    | Tiril Eckhoff              | 21.18,7 0 | Anaïs Chevalier-Bouchet    | +12,0 1   | Hanna Sola                 | +14,4 0   | [ 17 ] |  |
| 17 | 14 februari 2021 | Pokljuka (VM) | 10 km jaktstart  | Tiril Eckhoff              | 30.38,1 2 | Lisa Theresa Hauser        | +17,3 1   | Anaïs Chevalier-Bouchet    | +33,0 2   | [ 18 ] |  |
| 18 | 16 februari 2021 | Pokljuka (VM) | 15 km distans    | Markéta Davidová           | 42.27,7 0 | Hanna Öberg                | +27,9 1   | Ingrid Landmark Tandrevold | +1.04,0 1 | [ 19 ] |  |
| 19 | 21 februari 2021 | Pokljuka (VM) | 12,5 km masstart | Lisa Theresa Hauser        | 36.05,7 0 | Ingrid Landmark Tandrevold | +21,7 1   | Tiril Eckhoff              | +23,0 3   | [ 20 ] |  |
|    |                  |               |                  |                            |           |                            |           |                            |           |        |  |
| 20 | 6 mars 2021      | Nové Město    | 7,5 km sprint    | Tiril Eckhoff              | 18.48,4 1 | Julija Dzjyma              | +9,3 0    | Lisa Vittozzi              | +15,0 0   | [ 21 ] |  |
| 21 | 7 mars 2021      | Nové Město    | 10 km jaktstart  | Tiril Eckhoff              | 27.28,0 3 | Denise Herrmann            | +24,0 1   | Marte Olsbu Røiseland      | +29,9 3   | [ 22 ] |  |
| 22 | 12 mars 2021     | Nové Město    | 7,5 km sprint    | Tiril Eckhoff              | 18.11,1 1 | Denise Herrmann            | +6,1 0    | Dorothea Wierer            | +10,5 0   | [ 23 ] |  |
| 23 | 13 mars 2021     | Nové Město    | 10 km jaktstart  | Tiril Eckhoff              | 27.13,6 1 | Dzinara Alimbekava         | +34,6 0   | Franziska Preuß            | +40,2 2   | [ 24 ] |  |
| 24 | 18 mars 2021     | Östersund     | 7,5 km sprint    | Tiril Eckhoff              | 18.44,6 1 | Dorothea Wierer            | +2,5 0    | Ingrid Landmark Tandrevold | +6,7 0    | [ 25 ] |  |
| 25 | 20 mars 2021     | Östersund     | 10 km jaktstart  | Marte Olsbu Røiseland      | 32.54,8 4 | Tiril Eckhoff              | +29,3 4   | Hanna Sola                 | +44,0 5   | [ 26 ] |  |
| 26 | 21 mars 2021     | Östersund     | 12,5 km masstart | Ingrid Landmark Tandrevold | 34.53,1 5 | Dzinara Alimbekava         | +6,9 6    | Franziska Preuß            | +11,1 6   | [ 27 ] |  |

#### Lagtävlingar
| Nr | Datum            | Ort           | Disciplin        | 1:a plats                                                                             | 1:a plats        | 2:a plats                                                                               | 2:a plats    | 3:e plats                                                                           | 3:e plats    | Ref.   |  |
| -- | ---------------- | ------------- | ---------------- | ------------------------------------------------------------------------------------- | ---------------- | --------------------------------------------------------------------------------------- | ------------ | ----------------------------------------------------------------------------------- | ------------ | ------ |  |
|    |                  |               |                  |                                                                                       |                  |                                                                                         |              |                                                                                     |              |        |  |
| 1  | 5 december 2020  | Kontiolax     | 4 x 6 km stafett | Sverige Johanna Skottheim Mona Brorsson Elvira Öberg Hanna Öberg                      | 1:12.44,5 (0+8)  | Frankrike Anaïs Bescond Anaïs Chevalier-Bouchet Chloé Chevalier Justine Braisaz-Bouchet | +9,6 (0+9)   | Tyskland Vanessa Hinz Franziska Preuß Maren Hammerschmidt Denise Herrmann           | +43,9 (0+12) | [ 28 ] |  |
| 2  | 12 december 2020 | Hochfilzen    | 4 x 6 km stafett | Norge Karoline Knotten Ingrid Landmark Tandrevold Tiril Eckhoff Marte Olsbu Røiseland | 1:08.04,3 (1+6)  | Frankrike Anaïs Bescond Julia Simon Justine Braisaz-Bouchet Anaïs Chevalier-Bouchet     | +24,5 (0+16) | Sverige Johanna Skottheim Linn Persson Hanna Öberg Elvira Öberg                     | +32,5 (1+9)  | [ 29 ] |  |
| 3  | 16 januari 2021  | Oberhof       | 4 x 6 km stafett | Tyskland Vanessa Hinz Janina Hettich Denise Herrmann Franziska Preuß                  | 1:14.31,5 (0+5)  | Belarus Iryna Kryuko Dzinara Alimbekava Hanna Sola Jelena Krutjinkina                   | +17,4 (0+9)  | Sverige Mona Brorsson Linn Persson Elvira Öberg Hanna Öberg                         | +35,7 (0+5)  | [ 30 ] |  |
| 4  | 24 januari 2021  | Antholz       | 4 x 6 km stafett | Ryssland Jevgenija Pavlova Tatjana Akimova Svetlana Mironova Uljana Kajsjeva          | 1:07.32,4 (0+9)  | Tyskland Vanessa Hinz Janina Hettich Denise Herrmann Franziska Preuß                    | +11,0 (0+6)  | Frankrike Anaïs Bescond Anaïs Chevalier-Bouchet Justine Braisaz-Bouchet Julia Simon | +21,2 (1+9)  | [ 31 ] |  |
|    |                  |               |                  |                                                                                       |                  |                                                                                         |              |                                                                                     |              |        |  |
| 5  | 20 februari 2021 | Pokljuka (VM) | 4 x 6 km stafett | Norge Ingrid Landmark Tandrevold Tiril Eckhoff Ida Lien Marte Olsbu Røiseland         | 1:10.39,0 (0+11) | Tyskland Vanessa Hinz Janina Hettich Denise Herrmann Franziska Preuß                    | +8,8 (0+5)   | Ukraina Anastasija Merkusjyna Julija Dzjyma Darja Blasjko Olena Pidhrusjna          | +9,2 (0+7)   | [ 32 ] |  |
|    |                  |               |                  |                                                                                       |                  |                                                                                         |              |                                                                                     |              |        |  |
| 6  | 4 mars 2021      | Nové Město    | 4 x 6 km stafett | Sverige Mona Brorsson Hanna Öberg Linn Persson Elvira Öberg                           | 1:03.26,6 (0+6)  | Belarus Iryna Kryuko Dzinara Alimbekava Hanna Sola Jelena Krutjinkina                   | +1,2 (0+9)   | Frankrike Anaïs Bescond Justine Braisaz-Bouchet Chloé Chevalier Julia Simon         | +27,8 (1+8)  | [ 33 ] |  |

### Herrar

#### Individuella tävlingar
| Nr | Datum            | Ort           | Disciplin         | 1:a plats              | 1:a plats | 2:a plats              | 2:a plats | 3:e plats              | 3:e plats | Ref.   |  |
| -- | ---------------- | ------------- | ----------------- | ---------------------- | --------- | ---------------------- | --------- | ---------------------- | --------- | ------ |  |
|    |                  |               |                   |                        |           |                        |           |                        |           |        |  |
| 1  | 28 november 2020 | Kontiolax     | 20 km distans     | Sturla Holm Lægreid    | 48.57,0 0 | Johannes Thingnes Bø   | +19,6 1   | Erik Lesser            | +1.03,6 1 | [ 34 ] |  |
| 2  | 29 november 2020 | Kontiolax     | 10 km sprint      | Johannes Thingnes Bø   | 23.53,0 0 | Sebastian Samuelsson   | +44,1 1   | Martin Ponsiluoma      | +47,9 1   | [ 35 ] |  |
| 3  | 3 december 2020  | Kontiolax     | 10 km sprint      | Tarjei Bø              | 24.03,7 0 | Arnd Peiffer           | +13,9 0   | Johannes Thingnes Bø   | +29,4 1   | [ 36 ] |  |
| 4  | 5 december 2020  | Kontiolax     | 12,5 km jaktstart | Sebastian Samuelsson   | 32.26,7 1 | Fabien Claude          | +15,8 3   | Johannes Thingnes Bø   | +19,5 3   | [ 37 ] |  |
| 5  | 11 december 2020 | Hochfilzen    | 10 km sprint      | Johannes Dale          | 23.32,5 0 | Quentin Fillon Maillet | +17,1 0   | Fabien Claude          | +29,0 1   | [ 38 ] |  |
| 6  | 12 december 2020 | Hochfilzen    | 12,5 km jaktstart | Quentin Fillon Maillet | 32.38,7 0 | Émilien Jacquelin      | +25,5 0   | Johannes Dale          | +49,5 2   | [ 39 ] |  |
| 7  | 17 december 2020 | Hochfilzen    | 10 km sprint      | Sturla Holm Lægreid    | 23.04,9 0 | Johannes Dale          | +7,9 0    | Johannes Thingnes Bø   | +19,9 2   | [ 40 ] |  |
| 8  | 19 december 2020 | Hochfilzen    | 12,5 km jaktstart | Sturla Holm Lægreid    | 31.14,9 1 | Émilien Jacquelin      | +8,5 0    | Johannes Thingnes Bø   | +8,9 3    | [ 41 ] |  |
| 9  | 20 december 2020 | Hochfilzen    | 15 km masstart    | Arnd Peiffer           | 35.53,3 0 | Martin Ponsiluoma      | +1,3 1    | Tarjei Bø              | +9,3 1    | [ 42 ] |  |
|    |                  |               |                   |                        |           |                        |           |                        |           |        |  |
| 10 | 8 januari 2021   | Oberhof       | 10 km sprint      | Johannes Thingnes Bø   | 25.12,0 1 | Tarjei Bø              | +10,8 0   | Sturla Holm Lægreid    | +21,6 0   | [ 43 ] |  |
| 11 | 9 januari 2021   | Oberhof       | 12,5 km jaktstart | Sturla Holm Lægreid    | 36.01,8 2 | Johannes Dale          | +15,6 2   | Tarjei Bø              | +25,4 3   | [ 44 ] |  |
| 12 | 13 januari 2021  | Oberhof       | 10 km sprint      | Johannes Thingnes Bø   | 24.43,6 0 | Sturla Holm Lægreid    | +12,4 0   | Arnd Peiffer           | +27,9 0   | [ 45 ] |  |
| 13 | 17 januari 2021  | Oberhof       | 15 km masstart    | Tarjei Bø              | 37.41,9 1 | Felix Leitner          | +3,6 0    | Benjamin Weger         | +7,8 0    | [ 46 ] |  |
| 14 | 22 januari 2021  | Antholz       | 20 km distans     | Aleksandr Loginov      | 48.41,8 0 | Sturla Holm Lægreid    | +58,5 2   | Quentin Fillon Maillet | +1.10,6 2 | [ 47 ] |  |
| 15 | 24 januari 2021  | Antholz       | 15 km masstart    | Johannes Thingnes Bø   | 35.44,3 1 | Quentin Fillon Maillet | +31,3 2   | Jakov Fak              | +44,2 1   | [ 48 ] |  |
|    |                  |               |                   |                        |           |                        |           |                        |           |        |  |
| 16 | 12 februari 2021 | Pokljuka (VM) | 10 km sprint      | Martin Ponsiluoma      | 24.41,1 0 | Simon Desthieux        | +11,2 0   | Émilien Jacquelin      | +12,9 1   | [ 49 ] |  |
| 17 | 14 februari 2021 | Pokljuka (VM) | 12,5 km jaktstart | Émilien Jacquelin      | 31.22,1 0 | Sebastian Samuelsson   | +7,3 0    | Johannes Thingnes Bø   | +8,1 2    | [ 50 ] |  |
| 18 | 17 februari 2021 | Pokljuka (VM) | 20 km distans     | Sturla Holm Lægreid    | 49.27,6 0 | Arnd Peiffer           | +16,9 0   | Johannes Dale          | +40,9 1   | [ 51 ] |  |
| 19 | 21 februari 2021 | Pokljuka (VM) | 15 km masstart    | Sturla Holm Lægreid    | 36.27,2 1 | Johannes Dale          | +10,2 2   | Quentin Fillon Maillet | +12,8 2   | [ 52 ] |  |
|    |                  |               |                   |                        |           |                        |           |                        |           |        |  |
| 20 | 6 mars 2021      | Nové Město    | 10 km sprint      | Simon Desthieux        | 22.58,0 0 | Sebastian Samuelsson   | +2,4 0    | Arnd Peiffer           | +4,4 0    | [ 53 ] |  |
| 21 | 7 mars 2021      | Nové Město    | 12,5 km jaktstart | Tarjei Bø              | 28.17,3 1 | Johannes Thingnes Bø   | +8,2 2    | Simon Desthieux        | +11,5 2   | [ 54 ] |  |
| 22 | 11 mars 2021     | Nové Město    | 10 km sprint      | Quentin Fillon Maillet | 22.07,2 0 | Tarjei Bø              | +11,3 0   | Lukas Hofer            | +14,8 0   | [ 55 ] |  |
| 23 | 13 mars 2021     | Nové Město    | 12,5 km jaktstart | Quentin Fillon Maillet | 28.46,7 2 | Johannes Thingnes Bø   | +8,0 2    | Émilien Jacquelin      | +14,6 1   | [ 56 ] |  |
| 24 | 18 mars 2021     | Östersund     | 10 km sprint      | Lukas Hofer            | 22.27,1 0 | Sebastian Samuelsson   | +4,0 0    | Tarjei Bø              | +14,4 0   | [ 57 ] |  |
| 25 | 20 mars 2021     | Östersund     | 12,5 km jaktstart | Sturla Holm Lægreid    | 32.40,5 2 | Johannes Thingnes Bø   | +22,6 3   | Lukas Hofer            | +32,4 4   | [ 58 ] |  |
| 26 | 21 mars 2021     | Östersund     | 15 km masstart    | Simon Desthieux        | 35.43,7 2 | Eduard Latypov         | +8,9 2    | Johannes Thingnes Bø   | +17,5 3   | [ 59 ] |  |

#### Lagtävlingar
| Nr | Datum            | Ort           | Disciplin          | 1:a plats                                                                            | 1:a plats       | 2:a plats                                                                         | 2:a plats     | 3:e plats                                                                         | 3:e plats     | Ref.   |  |
| -- | ---------------- | ------------- | ------------------ | ------------------------------------------------------------------------------------ | --------------- | --------------------------------------------------------------------------------- | ------------- | --------------------------------------------------------------------------------- | ------------- | ------ |  |
|    |                  |               |                    |                                                                                      |                 |                                                                                   |               |                                                                                   |               |        |  |
| 1  | 6 december 2020  | Kontiolax     | 4 x 7,5 km stafett | Norge Sturla Holm Lægreid Vetle Sjåstad Christiansen Tarjei Bø Johannes Thingnes Bø  | 1:16.21,0 (0+9) | Sverige Peppe Femling Jesper Nelin Martin Ponsiluoma Sebastian Samuelsson         | +39,2 (0+10)  | Tyskland Erik Lesser Roman Rees Arnd Peiffer Benedikt Doll                        | +51,7 (0+9)   | [ 60 ] |  |
| 2  | 13 december 2020 | Hochfilzen    | 4 x 7,5 km stafett | Sverige Peppe Femling Jesper Nelin Martin Ponsiluoma Sebastian Samuelsson            | 1:16.31,5 (0+8) | Norge Sturla Holm Lægreid Johannes Dale Tarjei Bø Johannes Thingnes Bø            | +5,7 (1+11)   | Tyskland Erik Lesser Roman Rees Benedikt Doll Philipp Horn                        | +44,1 (0+7)   | [ 61 ] |  |
| 3  | 15 januari 2021  | Ruhpolding    | 4 x 7,5 km stafett | Frankrike Simon Desthieux Quentin Fillon Maillet Fabien Claude Émilien Jacquelin     | 1:22.28,0 (0+6) | Norge Vetle Sjåstad Christiansen Johannes Dale Tarjei Bø Johannes Thingnes Bø     | +4,2 (1+4)    | Italien Thomas Bormolini Lukas Hofer Tommaso Giacomel Dominik Windisch            | +1.06,6 (0+5) | [ 62 ] |  |
| 4  | 23 januari 2021  | Antholz       | 4 x 7,5 km stafett | Frankrike Antonin Guigonnat Quentin Fillon Maillet Simon Desthieux Émilien Jacquelin | 1:14.25,8 (0+9) | Norge Sturla Holm Lægreid Johannes Dale Tarjei Bø Johannes Thingnes Bø            | +0,8 (1+9)    | Ryssland Anton Babikov Matvej Jelisejev Aleksandr Loginov Eduard Latypov          | +50,8 (1+7)   | [ 63 ] |  |
|    |                  |               |                    |                                                                                      |                 |                                                                                   |               |                                                                                   |               |        |  |
| 5  | 20 februari 2021 | Pokljuka (VM) | 4 x 7,5 km stafett | Norge Sturla Holm Lægreid Tarjei Bø Johannes Thingnes Bø Vetle Sjåstad Christiansen  | 1:12.27,4 (0+8) | Sverige Peppe Femling Jesper Nelin Martin Ponsiluoma Sebastian Samuelsson         | +33,1 (0+7)   | Ryssland Said Karimulla Chalili Matvej Jelisejev Aleksandr Loginov Eduard Latypov | +50,9 (0+5)   | [ 64 ] |  |
|    |                  |               |                    |                                                                                      |                 |                                                                                   |               |                                                                                   |               |        |  |
| 6  | 5 mars 2021      | Nové Město    | 4 x 7,5 km stafett | Tyskland Erik Lesser Benedikt Doll Arnd Peiffer Philipp Nawrath                      | 1:12.28,1 (0+5) | Ryssland Said Karimulla Chalili Matvej Jelisejev Aleksandr Loginov Eduard Latypov | +1.21,7 (0+8) | Norge Sturla Holm Lægreid Johannes Dale Tarjei Bø Johannes Thingnes Bø            | +1.33,2 (3+9) | [ 65 ] |  |

### Mixade lag
| Nr | Datum            | Ort           | Disciplin               | 1:a plats                                                                          | 1:a plats        | 2:a plats                                                                                | 2:a plats      | 3:e plats                                                                                      | 3:e plats      | Ref.   |  |
| -- | ---------------- | ------------- | ----------------------- | ---------------------------------------------------------------------------------- | ---------------- | ---------------------------------------------------------------------------------------- | -------------- | ---------------------------------------------------------------------------------------------- | -------------- | ------ |  |
|    |                  |               |                         |                                                                                    |                  |                                                                                          |                |                                                                                                |                |        |  |
| 1  | 10 januari 2021  | Oberhof       | 4 x 6 km mixedstafett   | Ryssland Uljana Kajsjeva Svetlana Mironova Aleksandr Loginov Eduard Latypov        | 1:08.21,7 (0+7)  | Norge Ingrid Landmark Tandrevold Marte Olsbu Røiseland Johannes Dale Sturla Holm Lægreid | +0,7 (0+7)     | Frankrike Anaïs Chevalier-Bouchet Justine Braisaz-Bouchet Fabien Claude Quentin Fillon Maillet | +12,1 (0+6)    | [ 66 ] |  |
| 2  | 10 januari 2021  | Oberhof       | Singelmixedstafett      | Frankrike Julia Simon Émilien Jacquelin                                            | 39.04,8 (0+3)    | Sverige Hanna Öberg Sebastian Samuelsson                                                 | +38,7 (0+5)    | Norge Tiril Eckhoff Johannes Thingnes Bø                                                       | +43,9 (3+8)    | [ 67 ] |  |
|    |                  |               |                         |                                                                                    |                  |                                                                                          |                |                                                                                                |                |        |  |
| 3  | 10 februari 2021 | Pokljuka (VM) | 4 x 7,5 km mixedstafett | Norge Sturla Holm Lægreid Johannes Thingnes Bø Tiril Eckhoff Marte Olsbu Røiseland | 1:20.19,3 (0+11) | Österrike David Komatz Simon Eder Dunja Zdouc Lisa Theresa Hauser                        | +27,0 (0+2)    | Sverige Sebastian Samuelsson Martin Ponsiluoma Linn Persson Hanna Öberg                        | +30,6 (0+8)    | [ 68 ] |  |
| 4  | 18 februari 2021 | Pokljuka (VM) | Singelmixedstafett      | Frankrike Antonin Guigonnat Julia Simon                                            | 36.42,4 (0+5)    | Norge Johannes Thingnes Bø Tiril Eckhoff                                                 | +2,8 (0+9)     | Sverige Sebastian Samuelsson Hanna Öberg                                                       | +22,6 (0+8)    | [ 69 ] |  |
|    |                  |               |                         |                                                                                    |                  |                                                                                          |                |                                                                                                |                |        |  |
| 5  | 14 mars 2021     | Nové Město    | 4 x 6 km mixedstafett   | Norge Tiril Eckhoff Marte Olsbu Røiseland Tarjei Bø Johannes Thingnes Bø           | 1:01.24,1 (0+4)  | Italien Lisa Vittozzi Dorothea Wierer Dominik Windisch Lukas Hofer                       | +1.08,7 (0+10) | Sverige Elvira Öberg Anna Magnusson Jesper Nelin Martin Ponsiluoma                             | +1.22,7 (0+10) | [ 70 ] |  |
| 6  | 14 mars 2021     | Nové Město    | Singelmixedstafett      | Sverige Linn Persson Sebastian Samuelsson                                          | 37.41,4 (0+7)    | Norge Ingrid Landmark Tandrevold Sturla Holm Lægreid                                     | +1,5 (0+6)     | USA Susan Dunklee Sean Doherty                                                                 | +26,1 (0+7)    | [ 71 ] |  |

## Världscupställning

### Damer
| Placering | efter alla 26 tävlingar | Poäng |
| --------- | ----------------------- | ----- |
| 1.        | Tiril Eckhoff           | 1 152 |
| 2.        | Marte Olsbu Røiseland   | 963   |
| 3.        | Franziska Preuß         | 840   |
| 4.        | Hanna Öberg             | 826   |
| 5.        | Dorothea Wierer         | 821   |

| Placering | efter alla 26 tävlingar    | Poäng |
| --------- | -------------------------- | ----- |
| 1.        | Dzinara Alimbekava         | 734   |
| 2.        | Ingrid Landmark Tandrevold | 707   |
| 3.        | Markéta Davidová           | 649   |
| 4.        | Elvira Öberg               | 631   |
| 5.        | Julia Simon                | 575   |

| Placering | efter alla 3 tävlingar | Poäng |
| --------- | ---------------------- | ----- |
| 1.        | Lisa Theresa Hauser    | 103   |
| 1.        | Dorothea Wierer        | 103   |
| 3.        | Hanna Öberg            | 90    |
| 4.        | Julija Dzjyma          | 85    |
| 5.        | Markéta Davidová       | 80    |

| Placering | efter alla 10 tävlingar | Poäng |
| --------- | ----------------------- | ----- |
| 1.        | Tiril Eckhoff           | 420   |
| 2.        | Marte Olsbu Røiseland   | 304   |
| 3.        | Hanna Öberg             | 296   |
| 4.        | Dorothea Wierer         | 282   |
| 5.        | Anaïs Chevalier-Bouchet | 280   |

| Placering | efter alla 8 tävlingar | Poäng |
| --------- | ---------------------- | ----- |
| 1.        | Tiril Eckhoff          | 360   |
| 2.        | Marte Olsbu Røiseland  | 319   |
| 3.        | Franziska Preuß        | 240   |
| 4.        | Hanna Öberg            | 235   |
| 5.        | Dzinara Alimbekava     | 226   |

| Placering | efter alla 5 tävlingar     | Poäng |
| --------- | -------------------------- | ----- |
| 1.        | Ingrid Landmark Tandrevold | 186   |
| 2.        | Franziska Preuß            | 183   |
| 3.        | Julia Simon                | 181   |
| 4.        | Marte Olsbu Røiseland      | 175   |
| 5.        | Tiril Eckhoff              | 172   |

| Placering | efter alla 6 tävlingar | Poäng |
| --------- | ---------------------- | ----- |
| 1.        | Sverige                | 216   |
| 2.        | Tyskland               | 216   |
| 3.        | Frankrike              | 204   |
| 4.        | Norge                  | 201   |
| 5.        | Ryssland               | 191   |

| Placering | efter alla 25 tävlingar | Poäng |
| --------- | ----------------------- | ----- |
| 1.        | Norge                   | 7 305 |
| 2.        | Sverige                 | 7 146 |
| 3.        | Tyskland                | 7 056 |
| 4.        | Frankrike               | 7 001 |
| 5.        | Belarus                 | 6 433 |

### Herrar
| Placering | efter alla 26 tävlingar | Poäng |
| --------- | ----------------------- | ----- |
| 1.        | Johannes Thingnes Bø    | 1 052 |
| 2.        | Sturla Holm Lægreid     | 1 039 |
| 3.        | Quentin Fillon Maillet  | 930   |
| 4.        | Tarjei Bø               | 893   |
| 5.        | Johannes Dale           | 843   |

| Placering | efter alla 26 tävlingar | Poäng |
| --------- | ----------------------- | ----- |
| 1.        | Sturla Holm Lægreid     | 1 039 |
| 2.        | Johannes Dale           | 843   |
| 3.        | Sebastian Samuelsson    | 817   |
| 4.        | Felix Leitner           | 310   |
| 5.        | Anton Smolski           | 264   |

| Placering | efter alla 3 tävlingar | Poäng |
| --------- | ---------------------- | ----- |
| 1.        | Sturla Holm Lægreid    | 120   |
| 2.        | Johannes Thingnes Bø   | 94    |
| 3.        | Aleksandr Loginov      | 91    |
| 4.        | Quentin Fillon Maillet | 91    |
| 5.        | Arnd Peiffer           | 84    |

| Placering | efter alla 10 tävlingar | Poäng |
| --------- | ----------------------- | ----- |
| 1.        | Johannes Thingnes Bø    | 359   |
| 2.        | Sturla Holm Lægreid     | 319   |
| 3.        | Tarjei Bø               | 318   |
| 4.        | Sebastian Samuelsson    | 312   |
| 5.        | Johannes Dale           | 307   |

| Placering | efter alla 8 tävlingar | Poäng |
| --------- | ---------------------- | ----- |
| 1.        | Sturla Holm Lægreid    | 306   |
| 2.        | Johannes Thingnes Bø   | 306   |
| 3.        | Émilien Jacquelin      | 286   |
| 4.        | Quentin Fillon Maillet | 266   |
| 5.        | Sebastian Samuelsson   | 253   |

| Placering | efter alla 5 tävlingar | Poäng |
| --------- | ---------------------- | ----- |
| 1.        | Tarjei Bø              | 184   |
| 2.        | Johannes Thingnes Bø   | 180   |
| 3.        | Quentin Fillon Maillet | 165   |
| 4.        | Sturla Holm Lægreid    | 161   |
| 5.        | Arnd Peiffer           | 159   |

| Placering | efter alla 6 tävlingar | Poäng |
| --------- | ---------------------- | ----- |
| 1.        | Norge                  | 228   |
| 2.        | Sverige                | 204   |
| 3.        | Frankrike              | 203   |
| 4.        | Tyskland               | 199   |
| 5.        | Ryssland               | 193   |

| Placering | efter alla 25 tävlingar | Poäng |
| --------- | ----------------------- | ----- |
| 1.        | Norge                   | 8 061 |
| 2.        | Frankrike               | 7 298 |
| 3.        | Tyskland                | 6 978 |
| 4.        | Ryssland                | 6 833 |
| 5.        | Sverige                 | 6 775 |

### Mixade lag
Singel-/mixstafett
| Placering | efter alla 6 tävlingar | Poäng |
| --------- | ---------------------- | ----- |
| 1.        | Norge                  | 228   |
| 2.        | Frankrike              | 211   |
| 3.        | Sverige                | 210   |
| 4.        | Österrike              | 169   |
| 5.        | Ryssland               | 168   |